# 凱文·霍格魯德
凱文·「傑克」·霍格魯德（英語：Kevin "Jack" Haugrud；？—），是美国内政部的官員，自2017年1月20日到2017年3月1日出任代理內政部長。
2016年12月13日，候任總統唐納·川普提名瑞安·津凱出任其代理內政部長職務。

## 簡介
霍格魯德在擔任代理內政部長前曾任職副法律政策專員。